# ولمزان

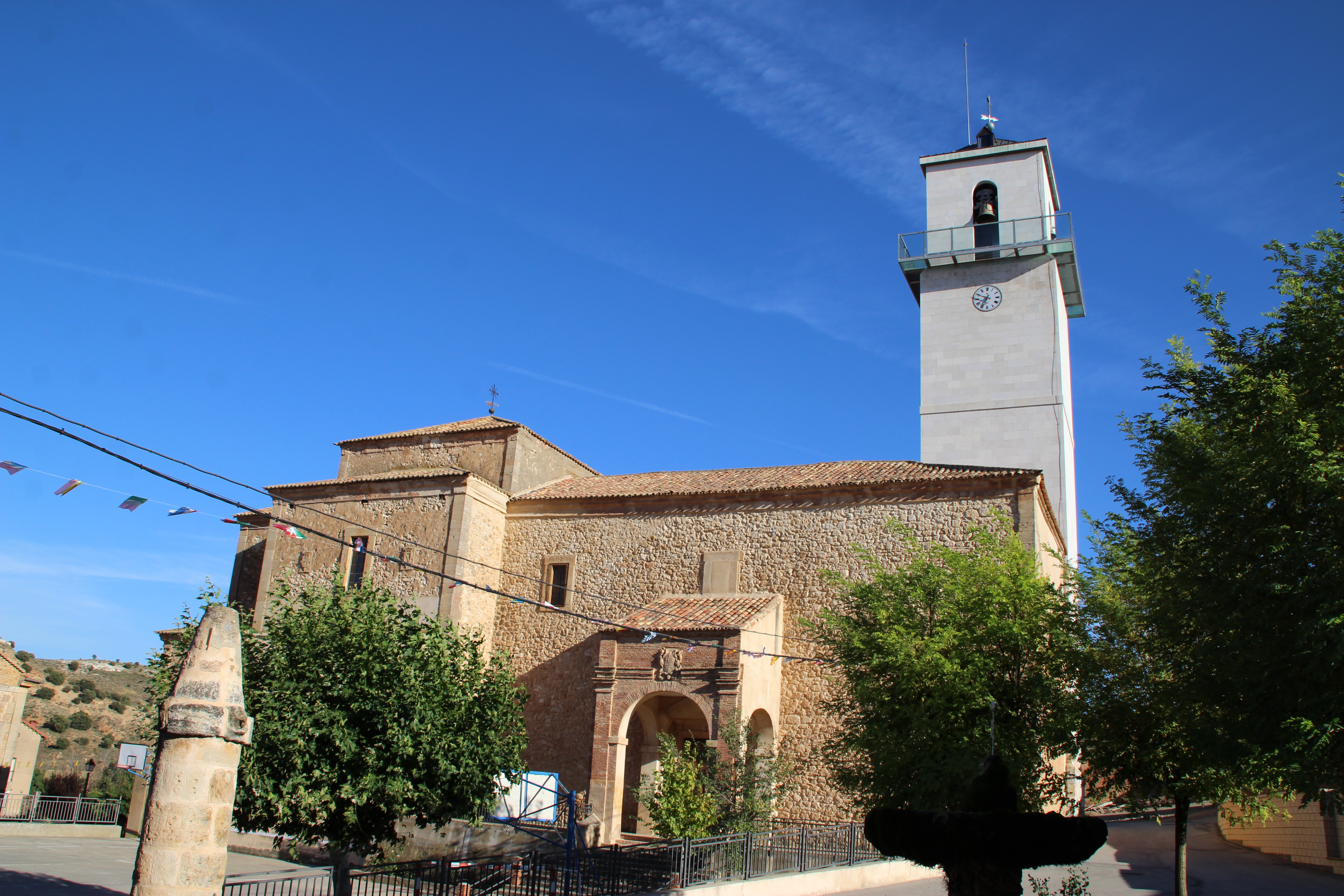
کلیسای صلیب مقدس در شهر ولمزان ((سوریا))

ولمزان (به اسپانیایی: Velamazán) یک شهرستان در اسپانیا است که در سریا واقع شده‌است.

## خصوصیات
ولمزان ۷۱ کیلومترمربع مساحت و ۱۲۶ نفر جمعیت دارد.